# Pikes Peak Goldrausch

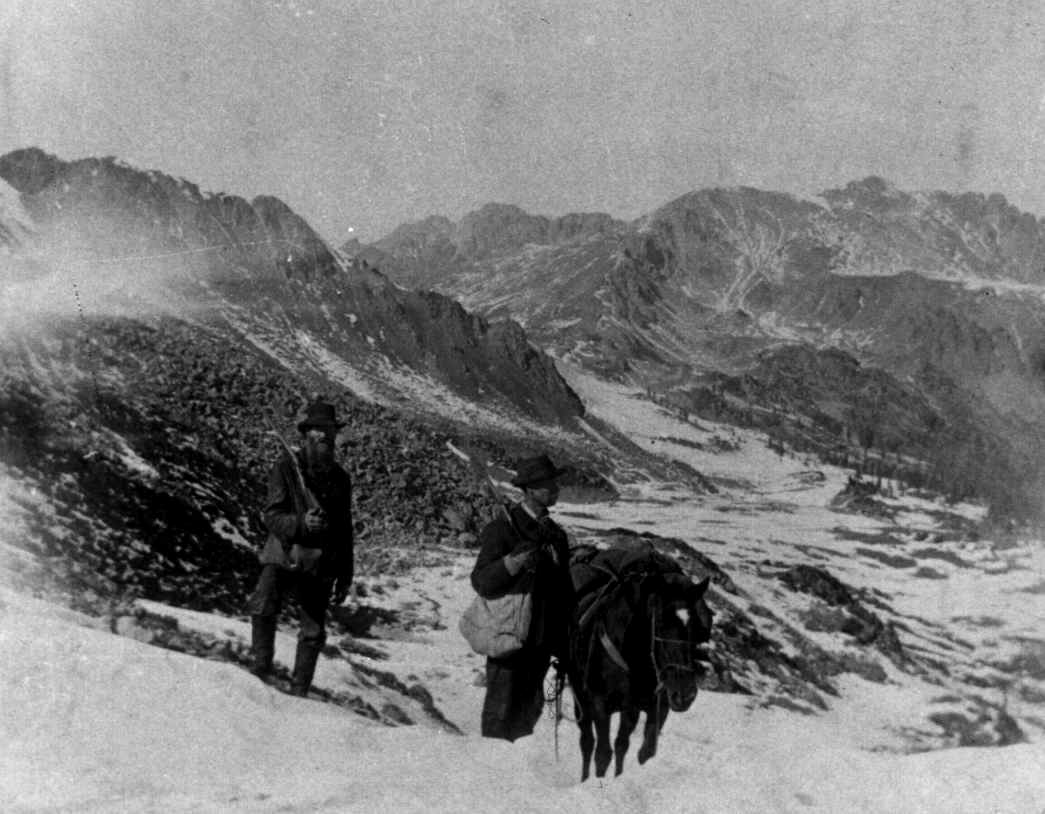
Gold-Prospektoren in den Rocky Mountains des westlichen Kansas Territory

Der Pikes Peak Goldrausch (im Nachhinein auch Colorado-Goldrausch genannt) war ein Boom im Pike’s Peak Country des westlichen Kansas Territory und südwestlichen Nebraska Territory, der im Juli 1858 begann and ungefähr bis zur Gründung des Colorado-Territoriums (am 28. Februar 1861) andauerte. Geschätzte 100.000 Goldsucher nahmen dabei an einem der größten Goldräusche der nordamerikanischen Geschichte teil.
Die Teilnehmer wurden Fifty-Niners genannt, nach dem Jahr 1859, an dem der Boom seinen Höhepunkt hatte und verwendeten das Motto Pike’s Peak or Bust!. Tatsächlich war das Zentrum des Goldrausches etwa 140 Kilometer nördlich des Berges Pikes Peak. Allerdings ergab sich der Bezug auf den Berg durch dessen Bekanntheit und weite Sichtbarkeit, vor allem vom Osten, die Region war daher nach ihm benannt.
Städte wie Denver oder Boulder entstanden im Zuge dieses Booms. Indem durch ihn erstmals europäischstämmige Bevölkerung in großem Maßstab in dieses Gebiet kam, war er insgesamt der Ausgangspunkt für die Entstehung des Staates Colorado.

## Entdeckung
Reichhaltige Goldvorkommen in den Bergen des heutigen Colorado wurden schon Jahre vorher vermutet. Ein französischer Trapper namens Eustace Carrière fand 1835, als er von seiner Gruppe getrennt wurde und wochenlang in den Bergen herumirrte, einige Exemplare, die sich nach der Untersuchung als Goldnuggets herausstellten, konnte aber später den genauen Ort nicht mehr finden.
Auf dem Weg zu den kalifornischen Goldfeldern kam 1850 eine Gruppe Goldsucher (oft Veteranen des Goldrausches in Georgia, darunter viele Cherokee) an den South Platte River (beim heutigen Gold Strike Park in Arvada), wo einer der Prospektoren, ein gewisser Lewis Ralston, etwa ein Viertel Feinunze Gold fand. Die Gruppe zog zwar weiter, auch Ralston schloss sich ihr nach einigem Zögern an, die Nachricht über den Fund verbreitete sich aber.
In den späteren 1850ern, als der Goldrausch in Kalifornien abebbte, folgten einige Sucher den Gerüchten über Gold in den Rocky Mountains. Am bedeutendsten war die Gruppe um William Greeneberry Russell, ebenfalls aus Georgia, in den 1850ern in den kalifornischen Goldfeldern arbeitend, der mit einer Cherokee verheiratet war, über die er von Ralstons Entdeckung erfuhr. Er organisierte im Februar 1858 eine Gruppe, die sich in Oklahoma mit einer anderen Gruppe Cherokee traf und bei Bent’s Fort nach Nordwesten ging. Am 23. Mai erreichten sie den Zusammenfluss von South Platte und Cherry Creek, wo sie ein Basislager errichteten. Im Juli 1858 wurde dann bei der nahegelegenen Mündung des Little Dry Creek (im heutigen Englewood) etwa 20 Feinunzen (620 Gramm) im damaligen Wert von 380 Dollar (entspricht etwa 44.000 heutigen Dollar) gefunden. Dies war der erste große Goldfund in den Rocky Mountains und das Kansas City Journal machte den Fund bekannt, indem es von einem „neuen Eldorado“ schrieb.
Unabhängig davon wurde am 5. Januar 1859 beim heutigen Idaho Springs Gold gefunden, der Prospektor George A. Jackson hatte sich an den dortigen heißen Quellen orientiert. Hier wurde versucht, den Fund geheim zu halten, was aber auf die Dauer nicht gelang.
Weniger erfolgreich waren die sogenannten Mexican Diggings im heutigen Denver (von einer spanischsprachigen Gruppe aus Taos), die aber gleichwohl mit 1857 zeitlich am frühesten anzusetzen sind.
Die ersten Goldadern im Fels wurden wenig später entdeckt.

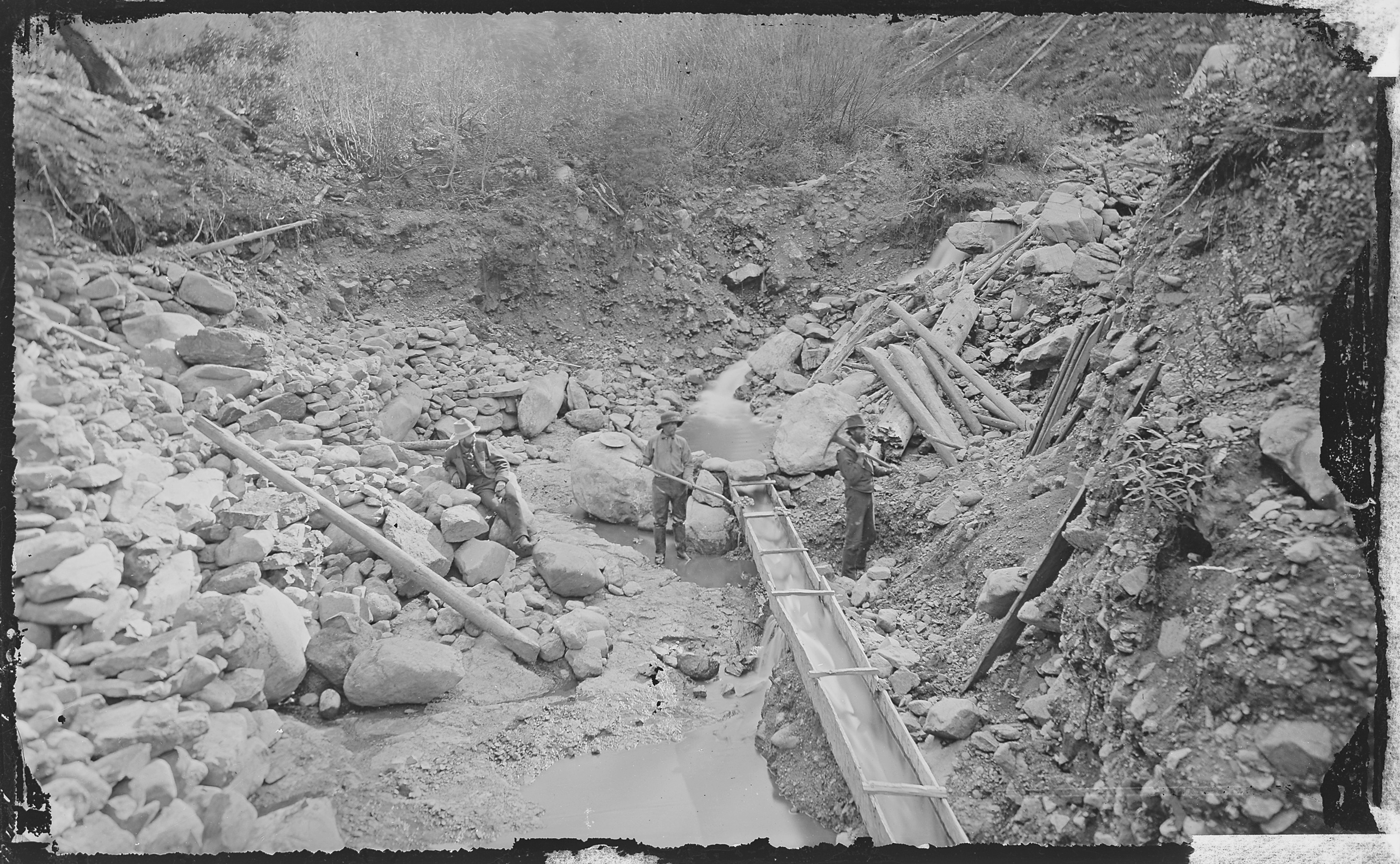
Goldsuche im La Plata County, Bild vom U.S. Geological and Geographic Survey of the Territories. (1874–1879) Fotograf: William Henry Jackson

## Der Boom

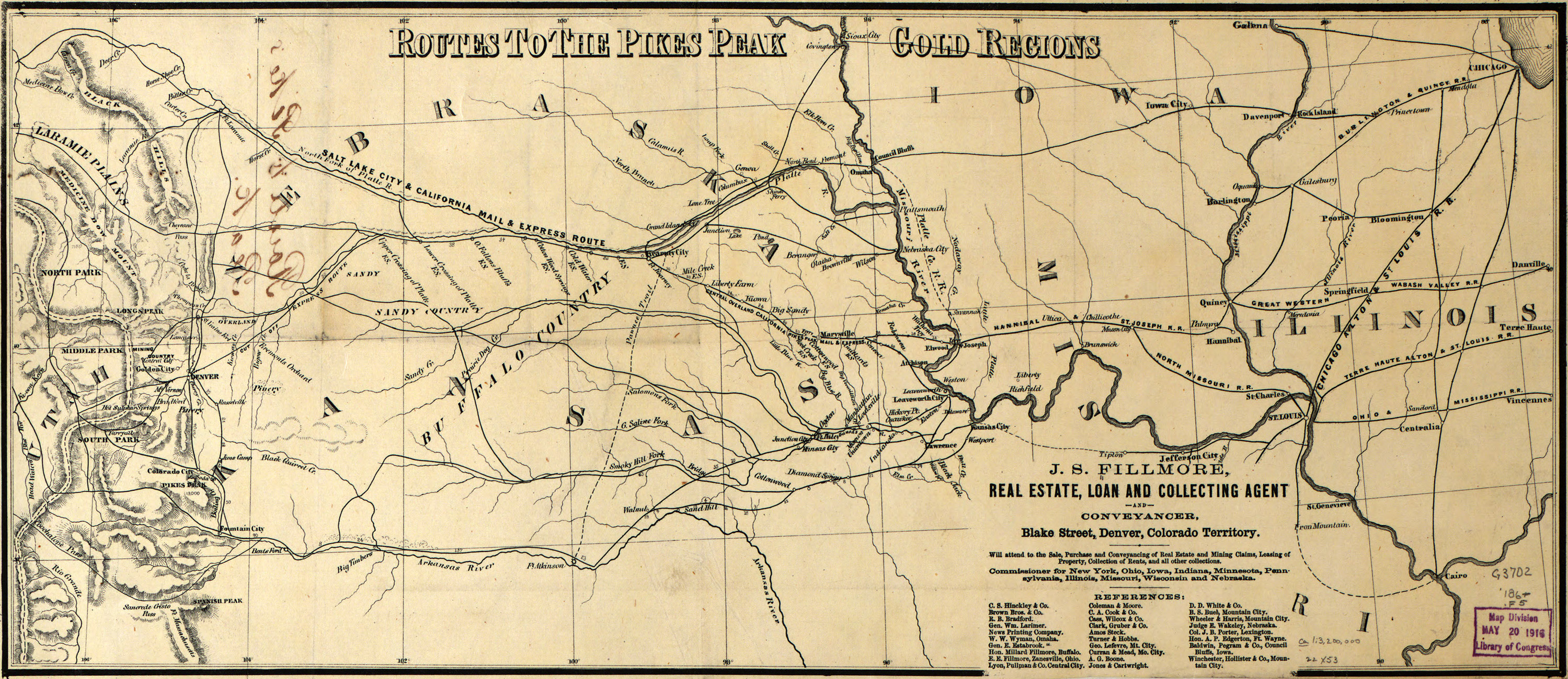
Eine Karte der wichtigsten Wege zur Region, um 1860

Die ersten Siedlungen entstanden aus Goldarbeitercamps, Denver war 1858 vom Grundstücksspekulanten William H. Larimer gegründet und nach dem Territorialgouverneur James William Denver benannt worden, durch den Zusammenschluss mit anderen Siedlungen (Auraria, St. Charles) wurde es zur wichtigsten Stadt in der Region.
Anfangs konzentrierte sich die Aktivität am South Platte River beim Gebirge, in den Bergen westlich von Golden City (eine frühe Gründung, die in Konkurrenz zu Denver stand und auch vorübergehend als Territoriumshauptstadt fungierte), sowie im South Park: rund um Tarryall, Fairplay und Alma. In weiterer Folge geriet auch das Tal des Clear Creek, in den Fokus der Goldsucher, insbesondere um Idaho Springs. Bedeutend wurde auch die Gegend weiter nördlich, um Gold Hill nahe der Stadt Boulder (die formal bereits zum Nebraska-Territorium gehörte).
Um 1860 waren Denver, Golden und Boulder ansehnliche Städte, die als Versorgungsbasis der Minen dienten.
Wie schon ein Jahrzehnt zuvor in Kalifornien brachte der Goldrausch einen explosiven Bevölkerungszuwachs, der Leute aus allen Teilen des Landes dorthin brachte. Manche kamen sogar schon im Winter 1858 an, um sich bessere Ansprüche zu sichern, konnten mit dem tatsächlichen Abbau dann aber erst im Frühjahr beginnen.
Der Bevölkerung wuchs so rapide, dass bereits im März 1859 die Notwendigkeit einer effektiveren Lokalverwaltung empfunden wurde, zumal die Politik im Kansas Territory mit internem Aufruhr („Bleeding Kansas“) beschäftigt war und allgemein das Gefühl vorherrschte, von dort aus nicht ausreichend wahrgenommen zu werden. Es wurde auf eigene Faust ein Jefferson-Territorium eingerichtet. Nachdem der Staat Kansas in die Union aufgenommen worden war (womit implizit die Ostgrenze des Territoriums bestätigt wurde), zog der Kongress nach und errichtete 1861 in verkleinertem Umfang auf demselben Gebiet seinerseits das Colorado-Territorium, was im Wesentlichen auf die Legalisierung des Jefferson-Territoriums unter einem anderen Namen hinauslief.
Der Goldaubbau in den Felsen boomte bis Mitte der 1860er-Jahre, danach waren die an der Oberfläche liegenden Adern erschöpft und die technischen Mittel der meisten Schürfer reichten nicht aus, die tiefergelegenen Sulfiderze zu erreichen.
In der Folgezeit wurde dann auch Silber und Tellur gefunden, was den Goldboom ab den 1870ern überschattete.
Nach dem Ende des Booms Mitte der 1860er wurden nicht wenige Städte zu Geisterstädten wie beispielsweise Tarryall, Laurette oder Gold Hill (das dann durch den Tellurabbau zeitweise wiederbelebt wurde).
1861 wurden in Colorado 150.000 Unzen Gold produziert und 225.000 im Jahr 1862. Die gesamte Produktion bis 1865 waren 1,25 Millionen Unzen, davon etwa 60 % Seifengold Daraufhin wurde 1863 in Denver eine Prägestätte der United States Mint eingerichtet.